# Farmington Hills
Farmington Hills é uma cidade localizada no estado americano de Michigan, no Condado de Oakland. É sede da ACN Inc..

## Demografia
Segundo o censo americano de 2000, a sua população era de 82.111 habitantes.
Em 2006, foi estimada uma população de 79.793, um decréscimo de 2318 (-2.8%).

## Geografia
De acordo com o United States Census Bureau tem uma área de 86,2 km², dos quais 86,2 km² cobertos por terra e 0,0 km² cobertos por água.

## Localidades na vizinhança
O diagrama seguinte representa as localidades num raio de 12 km ao redor de Farmington Hills.